# Raja montagui
La raya pintada (Raja montagui ) es una especie de pez rajiforme de la familia Rajidae.

## Morfología
Los machos pueden llegar a alcanzar los 80 cm de longitud total.

## Comportamiento

### Reproducción
Es ovíparo y las hembras ponen huevos envueltos en una cápsula córnea.

### Alimentación
Se alimenta principalmente de crustáceos.

## Hábitat
Es un pez marino de clima templado (61 ° N-16 º N, 18 ° W-25 ° E) y demersal que vive entre 20–345 m de profundidad.

## Distribución
Se encuentra en el océano Atlántico oriental (desde el sur del mar del Norte y el oeste del mar Báltico hasta Mauritania) y el Mediterráneo occidental (desde Túnez hasta el oeste de Grecia).

## Observaciones
Es inofensivo para los hombres.